# Федосов, Иван Антонович
Ива́н Анто́нович Федо́сов (20 января 1921, д. Максимово, Калужская губерния — 3 декабря 2001, Москва) — советский и российский историк, доктор исторических наук (1957), академик АПН СССР (1982), заслуженный профессор МГУ. Один из авторов советских школьных учебников по истории, издававшихся в 1960-е - 1980-е годы. 

## Биография
И. А. Федосов родился в крестьянской семье, среднюю школу окончил в Калуге. В 1938 году поступил в Московский институт истории, философии и литературы, который в декабре 1941 года влился в МГУ им. М. В. Ломоносова. 9 июля 1941 года добровольно ушёл на фронт. В феврале 1942 года его дивизия была переброшена на Калининский фронт. В боях возле села Холмец 23 февраля 1942 года И. А. Федосов был тяжело ранен. После долгого лечения в госпиталях в конце августа 1942 года он был демобилизован и стал студентом IV курса исторического факультета МГУ. И. А. Федосов окончил университет в 1943 году. 
В 1946 году был принят в аспирантуру и под научным руководством профессора Н. Л. Рубинштейна в 1947 году защитил кандидатскую диссертацию на тему «Общественно-политические взгляды М. М. Щербатова».
Член ВКП(б) (1946). 
В 1946—1947 годах работал научным сотрудником в секретариате издательства «История Гражданской войны», в 1947—1951 годах — заведующий исторической редакцией в Госкомиздате. 
С марта 1948 года — преподаватель  кафедры истории СССР исторического факультета МГУ, с 1950 года — доцент. 
В 1953—1985 годах — член редколлегии, ответственный секретарь, заведующий отделом отечественной истории журнала «Вопросы истории».
В 1957 году И. А. Федосов защитил докторскую диссертацию по теме «Революционное движение в России во второй четверти XIX в.».  
С февраля 1958 года — профессор кафедры истории СССР периода капитализма, в 1959 году был избран заведующим этой кафедрой и затем неоднократно переизбирался на протяжении 35 лет. 
В 1956 году И. А. Федосов исполнял обязанности декана исторического факультета, а с сентября 1957 по февраль 1971 года являлся деканом исторического факультета Московского университета. Профессор МГУ Е. Гутнова в своих мемуарах вспоминала: "Иван Антонович, фронтовик, лишившийся на войне правой руки, оставался неплохим человеком, во всяком случае, в нем не чувствовалось озлобления на судьбу. Достаточно умный и осторожный, он более десяти лет вел наш истфаковский корабль, обходя бури и потрясения. В застойной и вместе с тем переменчивой обстановке тех лет наш декан никогда не спешил с проведением очередных кампаний и часто пережидал их столь долго, что до начала его действий эти кампании угасали. Он никогда не делал людям неприятностей, если этого от него настойчиво не требовали, во всем придерживался умеренных позиций, не допуская крайностей. В то время (как и при Сталине) эти черты трактовались как достоинства человека". 
С 1974 по май 1986 года — проректор по учебной работе гуманитарных факультетов МГУ.                                С 1995 года — профессор-консультант кафедры истории России XIX — начала XX веков исторического факультета МГУ. 
Председатель экспертного совета ВАК СССР по истории (1973—1985). 
Заслуженный профессор Московского университета (1994). 
Дочь Елена (род. 1951) — кандидат исторических наук, специалист по истории Польши и Франции XIX века; доцент кафедры новой и новейшей истории МГУ (1976-2014).

## Научная деятельность
В центре внимания И. А. Федосова как учёного находились малоизученные аспекты истории общественной мысли. Монография «Революционное движение в России второй четверти XIX в.» впервые вводила в научный оборот многие архивные материалы: следственное дело членов кружка братьев Критских, Сунгурова. Теоретические статьи И. А. Федосова, посвящённые особенностям русского абсолютизма, вывели дискуссию по этому вопросу на новый уровень. Кроме того, исследователя интересовали история высшего образования в России, русской культуры, вопросы источниковедения. По его инициативе на историческом факультете в 1995 году была создана группа по изучению истории Московского университета.
С 1963 по 1989 год учебники И. А. Федосова по отечественной истории для 8 — 9-х классов переиздавались почти ежегодно и переводились на языки народов СССР. 
За заслуги перед средней и высшей школой И. А. Федосов был избран членом-корреспондентом (1968) и действительным членом (1982) Академии педагогических наук СССР.

## Награды
- орден Отечественной войны I степ.,
- 2 ордена Трудового Красного Знамени (1961, 1980);
- медали, в том числе «За победу над Германией в Великой Отечественной войне 1941—1945 гг.»

## Основные труды
- Восстание декабристов и его историческое значение. М. Знание, 1953. - 24 с.
- Московский университет в первой четверти XIX в. // История Московского университета. Т. І. (гл. III) М., 1955.
- Революционное движение в России во второй четверти XIX в. М., Соцэкгиз, 1958. - 415 с.
- Из истории русской общественной мысли XVIII столетия: М. М. Щербатов. М., 1967.
- Просвещенный абсолютизм в России // Вопросы истории. 1970; №. 9.
- Социальная сущность и эволюция абсолютизма в России // Вопросы истории. 1971. № 7.
- Абсолютизм // Очерки русской культуры XVIII в. ч. 2. М. МГУ. 1987.